# Bożena Walasek
Bożena Walasek z d. Kamińska (ur. 8 marca 1961 w Szczecinie) – polska piłkarka ręczna, grająca jako obrotowa, mistrzyni i reprezentantka Polski, następnie nauczyciel i trener.
Bożena Walasek w 1984 roku wyszła za mąż za Krzysztofa Walaska – koszykarza „Gwardii” Wrocław. Z okazji 50-lecia piłki ręcznej na ziemi Szczecińskiej została wybrana do dziesiątki piłkarek ręcznych 50-lecia.

## Osiągnięcia klubowe
Karierę zawodniczą rozpoczęła w 1973 roku w KS „Łącznościowiec” Szczecin. W 1978 roku zdobyła swój pierwszy – srebrny medal i tytuł Wicemistrza Polski w kategorii Juniorek Młodszych. Rok wcześniej powołana została do kadry juniorek, a następnie młodzieżowej kadry narodowej. W latach 1977–1981 reprezentowała dwukrotnie Polskę w prestiżowych zawodach zespołów narodowych Europy – w Turnieju Państw Juniorek. Karierę seniorską rozpoczęła w 1979 w klubie AZS AWF Wrocław, z którym zdobyła mistrzostwo Polski (1984), dwukrotnie wicemistrzostwo Polski (1980, 1982) oraz brązowy medal (1981). W sezonie 1984/85 wróciła do Szczecina, gdzie odniosła kolejne sukcesy: Mistrzostwo Polski i Puchar Polski (1986), dwukrotnie brązowy medal Mistrzostw Polski Kobiet (1985, 1987). W sezonie 1987/88 reprezentowała KS „Start” Gdańsk, gdzie zdobyła brązowy medal Mistrzostw Polski i w roku następnym zajęła z klubem IV miejsce.

## Kariera reprezentacyjna
W latach 1982–1986 występując w reprezentacji Polski kobiet rozegrała 65 spotkań i zdobyła 70 bramek. Trzykrotna uczestniczka Mistrzostw Świata: MŚ gr. A 1986 – 13. miejsce, MŚ gr.B 1983 – 2. miejsce i 1985 – 7. miejsce.